# フィリプ・ザレウシキー
フィリプ・ザレウシキー（ウクライナ語: Філіп Залевський、ブルガリア語: Филип Залевски フィリプ・ザレフスキ、英語: Filip Zalevski, 1984年1月3日 - ）は、ウクライナ出身の男性、ウクライナ、ブルガリアのフィギュアスケート選手（ペア）。パートナーはニナ・イヴァノヴァ、アリーナ・ディホチャルなど。
世界フィギュアスケート選手権ブルガリア代表（2009年、2010年）。ヨーロッパフィギュアスケート選手権ブルガリア代表（2009年、2010年）、同ウクライナ代表（2006年）。2009年ゴールデンスピン3位。

## 経歴
1984年ソビエト連邦ウクライナのオデッサ生まれ。1988年にスケートを始める。
1999-2000年シーズン、アリョーナ・ヤルリナとのペアでウクライナのNo.3ペアに挙げられる。後、2004-2005年シーズンよりアリーナ・ディホチャルとのペアでISUジュニアグランプリに参戦し、デビュー戦となったブダペスト大会で表彰台に上る。翌シーズンにはヨーロッパフィギュアスケート選手権で13位に入るなどの成績を修めたが程なくペアを解消した。
ユリヤ・ホレエヴァとのペアを経て、2008年にブルガリアのニナ・イヴァノヴァとのペアを結成。キエフを拠点にしたままブルガリア所属のペアとなり、2009年、2010年のヨーロッパフィギュアスケート選手権、世界フィギュアスケート選手権にブルガリア代表として出場。なお2009年ゴールデンスピンでは3位の成績を修めているが、出場は4組しかなかった中でのものである。

## 主な戦績
| 大会/年           | 2004-05 | 2005-06 | 2006-07 | 2007-08 | 2008-09 | 2009-10 |
| ----------------- | ------- | ------- | ------- | ------- | ------- | ------- |
| 世界選手権        |         |         |         |         | 23      | 23      |
| 欧州選手権        |         | 13      |         |         | 21      | 16      |
| ウクライナ選手権  | 3       | 2       |         |         |         |         |
| ゴールデンスピン  |         |         |         |         | 6       | 3       |
| ネーベルホルン杯  |         | 12      |         |         |         |         |
| 世界Jr.選手権     | 12      |         |         |         |         |         |
| JGPブダペスト     | 3       |         |         |         |         |         |
| JGPウクライナ記念 | 4       |         |         |         |         |         |

### 詳細
| 2009-2010 シーズン    |                                                    |          |          |           |
| 開催日                | 大会名                                             | SP       | FS       | 結果      |
| 2010年3月23日 - 24日  | 2010年世界フィギュアスケート選手権（トリノ）       | 23 36.84 | -        | 23        |
| 2010年1月19日 - 20日  | 2010年ヨーロッパフィギュアスケート選手権（タリン） | 15 38.56 | 16 67.75 | 16 106.31 |
| 2009年12月11日 - 12日 | 2009年ゴールデンスピン（ザグレブ）                 | 3 38.97  | 3 67.01  | 3 105.98  |

| 2008-2009 シーズン    |                                                        |          |         |        |
| 開催日                | 大会名                                                 | SP       | FS      | 結果   |
| 2009年3月24日 - 25日  | 2009年世界フィギュアスケート選手権（ロサンゼルス）     | 23 34.58 | -       | 23     |
| 2009年1月20日 - 25日  | 2009年ヨーロッパフィギュアスケート選手権（ヘルシンキ） | 21 32.44 | -       | 21     |
| 2008年11月15日 - 16日 | 2008年ゴールデンスピン（ザグレブ）                     | 7 33.11  | 6 60.19 | 6 93.3 |

| 2005-2006 シーズン      |                                                    |          |          |           |
| 開催日                  | 大会名                                             | SP       | FS       | 結果      |
| 2006年1月16日 - 22日    | 2006年ヨーロッパフィギュアスケート選手権（リヨン） | 12 36.04 | 13 64.98 | 13 101.02 |
| 2005年9月29日 - 10月2日 | 2005年ネーベルホルン杯（オーベルストドルフ）       | 10 40.41 | 12 72.5  | 12 112.91 |

| 2004-2005 シーズン      |                                                          |         |          |           |
| 開催日                  | 大会名                                                   | SP      | FS       | 結果      |
| 2005年2月28日 - 3月6日  | 2005年世界ジュニアフィギュアスケート選手権（キッチナー） | 13 38.4 | 12 67.06 | 12 105.46 |
| 2004年9月30日 - 10月3日 | ISUジュニアグランプリ ウクライナ記念（キエフ）           | 2 44.29 | 4 77.73  | 4 122.02  |
| 2004年9月2日 - 5日      | ISUジュニアグランプリ ブダペスト（ブダペスト）           | 2 43.45 | 3 73.28  | 3 116.73  |